# Antoine de Ville
Antoine de Ville (1596-1658)  fue un ingeniero militar y mariscal de campo de Francia, en tiempos de  Luis XIII de Francia.
El Caballero Antoine de Ville ha dado al mundo un excelente tratado sobre fortificación. Su método es modelo por muchos autores del "Método Francés". (cita sacada de la obra American Artillerists Companion:...., Philadelphia, 1809, v. I. autor: Louis de Toussard).

## Biografía
Antoine de Ville nació en Toulouse y estudió con ahínco matemática y ciencias de la fortificación en su época.
Después de servir en el Ducado de Saboya, por sus talentos recibió merecidamente los títulos de Caballero de San Mauricio y de San Lázaro.
De regreso a Francia, mientras los españoles penetraban en Picardía un ejército, contribuyó a la recuperación de Corbie en 1636 y al ataque de las principales villas en Artois.
Con la paz, se le encomendó fortificar las villas cedidas a Francia, confirmadas por un tratado posterior definitivo.
Como tratadista militar sus principales obras son de las fortificaciones, de diversos sitios como el de Londrecies (1637) y Hesdin (1639) y sobre el cargo de gobernador de plazas fuertes.
Las obras de Antoine de Ville fueron elogiosamente comentadas por Nicolas Léonard Sadi Carnot, y en una de Armand-Rose Emy, coronel de ingenieros, profesor de fortificación y oficial de la Orden de la Legión de Honor, "Curso elemental de fortificación",  París, 1843 habla de "Sistema del caballero Deville". Una obra general de forticaciones, la de Dubreuil, París, 1667, la cual se titula " El arte universal de la fortificación francesa, holandesa, española, italiana, y compuesta".

## Obra
- Les fortifications d'Antoine Deville, París, 1629.
- Pyctomachia Veneta seu de pugna Venetorum in ponte quotannis autumnali tempore inter Nicolaotos et Castellanos frequentari solita, Venedig 1633
- Obsidio Corbeiensis, París, 1637, en fólio.
- Le siége de Landrecies, París, 1637, en 8.º.[1][2][3]
- Le siége de Hesdin, 1639, en fólio.
- De la charge des gouverneurs des places, Lyon, 1639, en fólio; 1655, en 8.º: M. Guillemot, 1639 y Ámsterdam: 1640 (2.ª ed. París: Edme Pepingue 1656; Paris: Jean Baptiste Loyson 1656; Paris: Robert de Nain).
- Pyctomachia veneta:..., Lugduni Batavorum, 1722.
- Descriptio portus et urbis Polæ antiquitatum, ut et Thynnorum piscationis descriptio curiosa. Lugduni Batavorum (Leiden): Sumptibus Petri vander Aa, 1722; Venetia, 1633 (publicó con Pieter van der Aa).
- Portus et urbis Polae antiquitatum, Lugduni Batavorum, 1722.
- Obsidio Corbiensis.